# Barreira (Mêda)
Barreira es una freguesia portuguesa del concelho de Mêda, en el distrito de Guarda, con 25,46 km² de superficie y 177 habitantes (2011). Su densidad de población es de 7 hab/km².
Situada en el extremo oriental del municipio, limitando al este con el concelho de Pinhel y al norte con el de Vila Nova de Foz Côa, la freguesia de Barreira perteneció al concelho de Marialva hasta la extinción de este en 1852. Pasó entonces a incluirse en el de Vila Nova de Foz Coa, del que se segregó por decreto de 19 de diciembre de 1872, para formar parte desde entonces de Mêda. Por decreto n.º 27.424, de 31 de diciembre de 1936, Barreira incorporó a su territorio la extinta freguesia de Gateira.